# HMS Tonnant (1798)
El Tonnant fue un navío de línea francés de 80 cañones nominales de la clase Tonnant construido en los astilleros de Tolón. Sirvió primero a la Marina francesa, combatiendo en marzo de 1795 en la batalla de Génova y en agosto de 1798 en la batalla del Nilo, donde fue hecho prisionero por la escuadra de Horatio Nelson y más tarde comisionado y reconvertido en navío de la Royal Navy con el mismo nombre. Bajo pabellón británico participó en el bloqueo de Ferrol de 1803 y en octubre de 1805, bajo el mando de Charles Tyler, en la batalla de Trafalgar.
Como HMS Tonnant, formó parte de la flota del vicealmirante Alexander Cochrane durante la campaña de la bahía de Chesapeake, que tuvo lugar simultáneamente con la guerra anglo-estadounidense de 1812. Regresó a Reino Unido en mayo de 1815. Pasó a la reserva en noviembre de 1818 y fue desguazado en el puerto de Plymouth en marzo de 1821. De acuerdo con el sistema de clasificación de la Royal Navy quedó categorizado como navío de tercera clase, aunque en origen era un Premier Rang.

## Servicio para Francia
El Tonnant combatió en las batallas de Génova el 14 de marzo de 1795 y del Nilo el 1 de agosto de 1798 bajo el mando del oficial Aristide Aubert Du Petit Thouars. En el transcurso de esta última batalla, el navío tuvo un papel activo, dañando gravemente al británico HMS Majestic, al que le hizo doscientas bajas (50 muertos, entre ellos su capitán Blagdon Westcott, y 143 heridos). El Tonnat fue uno de los pocos navíos franceses que continuaron luchando hasta el último momento de la batalla, siendo finalmente cercado por la flota capitaneada por Horatio Nelson y rendido el 3 de agosto.
Los británicos la tomaron como botín de guerra y la dispusieron al servicio de la Royal Navy, pasando al servicio activo renombredo como HMS Tonnant el 9 de diciembre de 1789, llegando al puerto de Plymouth (Inglaterra) el 17 de julio de 1799. En su viaje a Reino Unido, el ahora reformulado HMS Tonnant participó en la captura del buque griego Ardito, el 24 de octubre de 1798.
El HMS Tonnant fue puesto bajo el mando del capitán Loftus Bland en enero de 1799, aunque un mes más tarde el capitán Robert Fitzgerald asumió el control final.

## Servicio para la Royal Navy

### Guerras napoleónicas
En marzo de 1803, bajo el mando del capitán Edward Pellew participó en el bloqueo de Ferrol. El 24 de mayo tomó parte en la captura de los barcos franceses Esperance y Vigilant. Meses después también participó en la toma de los buques holandeses Coffee Baum y Maasulys, el 2 y 4 de junio, respectivamente.
El HMS Tonnant formó parte de la escuadrilla dirigida por el contralmirante Robert Calder en cabo Ortegal, cuando se encontró con los barcos franceses Duguay-Trouin y Guerriere el 2 de septiembre de 1803. Entre las flotas se produjo un fortísimo combate naval que acabó con los franceses huyendo hacia Galicia, refugiándose en la seguridad del puerto de La Coruña.
Más tarde, en 1804, fue dirigido a la flota del Canal bajo el mando del capitán William Henry Jervis, quien desafortunadamente se ahogó en Brest el 26 de enero de 1805. Fue sustituido por el capitán Charles Tyler.
En octubre de 1805 participó en la batalla de Trafalgar. El HMS Tonnant, que tuvo 26 bajas mortales y cerca de 50 heridos, fue el artífice de la captura del barco francés Algésiras, aunque este conseguiría ser represado.
Al año siguiente, el HMS Tonnant se sometió a un reacondicionamiento en el puerto de Portsmouth, tarea en la que estuvo en el dique seco seis meses. Regresó al servicio en activo bajo el capitán Thomas Browne. Luego sirvió como buque insignia para el contraalmirante Eliab Harvey.
En julio de 1807 estuvo bajo el capitán Richard Hancock y sirvió como buque insignia para el contraalmirante Michael de Courcy. En abril de 1809 estuvo bajo el mando del capitán James Bowen cuando capturó el navío Ann de Leith. Posteriormente, el HMS Tonnant fue uno de los buques participantes en las capturas de los barcos Goede Hoop, el 9 de julio de 1809, y del Carl Ludwig el 2 de agosto.
Entre noviembre y diciembre de 1809 quedó en reparaciones en Plymouth. En 1810 sirvió bajo el mando del capitán John Gore. El 24 de marzo de 1812, todavía bajo el mando de Gore, capturó al barco corsario francés Emilie en las costas de Ouessant. Fue protagonista de diversas capturas a barcos francesas como navío de la Flota del Canal, hasta agosto de 1812, cuando regresaba a puerto, esta vez en Chatham, para ser reformado.

### Campañas de 1812
En el marco de la guerra anglo-estadounidense el HMS Tonnant tomó un papel tardío. Bajo el mando del capitán Charles Kerr, durante el primer trimestre de 1814, participó en la vigilancia de la bahía de Chesapeake y en el bombardeo de las ciudades de Washington D. C. y Baltimore.
A bordo del HMS Tonnant, los estadounidenses John Stuart Skinner y Francis Scott Key cenaron con el vicealmirante Cochrane, el contraalmirante Sir George Cockburn y el mayor general Robert Ross, para negociar la liberación del prisionero de guerra William Beanes. Tras su liberación, a Skinner, Key y Beanes se les permitió regresar a su balandra, pero se les prohibió desembarcar en Baltimore, al haberse familiarizado con la fortaleza británica de la ciudad y con la posición de los casacas rojas. Como resultado de esta acción, Key fue testigo del bombardeo de Fuerte McHenry, acción que le inspiró para la posterior escritura del poema The Star-Spangled Banner.
El mayor Robert Ross falleció durante el transcurso de la batalla de North Point. Su cuerpo fue almacenado en la bodega del barco, en el interior de un tonel de casi 600 litros, lleno de ron jamaicano. Cuando el navío se desvió a Nueva Orleans, su cuerpo fue transportado al barco Royal Oak, que lo llevó a Halifax (Nueva Escocia), donde fue enterrado el 29 de septiembre de 1814.
El HMS Tonnant siguió prestando sus servicios al almirante Cochrane como buque insignia cuando dirigió las fuerzas navales británicas en las batallas del lago Borgne y de Nueva Orleans. Entre el 12 y el 15 de diciembre de 1814, el capitán Lockyer, al mando del HMS Sophie lideró el ataque de una flotilla británica de 50 barcos, barcazas, conciertos y lanchas contra las cañoneras estadounidenses de Nueva Orleans. Se vio apoyado, junto al HMS Tonnat por los barcos Armide, Seahorse, Manly y Meteor. Lockyer desplegó los barcos en tres divisiones, de las cuales lideró una. El capitán Montresor del bergantín Manly comandó el segundo y el capitán Roberts, con el Meteor, ordenó el tercero. El 13 de diciembre de 1814, los británicos atacaron la goleta estadounidense USS Sea Horse.
Tras esta batalla, el HMS Tonnant abandonó las aguas de Nueva Orleans para dirigirse al puerto de La Habana, donde llegó el 24 de febrero de 1815.

### Últimos años
El HMS Tonnant regresó a Inglaterra en mayo de 1815. Luego sirvió como buque insignia del almirante Lord Keith, cuando participó en el exilio de Napoleón Bonaparte a la isla de Santa Elena en 1815, aunque no formó parte de la flotilla que lo condujo.
El capitán John Tailour asumió el mando en noviembre. De 1816 a 1817 fue la nave insignia del contralmirante Sir Benjamin Hallowell en Cork. Fue desguazado en Plymouth en marzo de 1821.